# Can Ferrés
Can Ferrés és una obra d'Olot (Garrotxa) inclosa a l'Inventari del Patrimoni Arquitectònic de Catalunya.

## Descripció
Casa entre mitgeres amb planta rectangular i teulat a dues aigües. Disposa de baixos, amb local comercial, i tres pisos superiors. Els dos primers disposen de balcó seguit, amb dues portes d'accés emmarcades per estuc i baranes amb motius florals en els punts d'unió. Els cantoners de l'edifici es varen fer amb estuc imitant la pedra. El tercer pis disposa de dos balcons amb baranes bombades. La cornisa és sostinguda per mènsules ornades amb fullatges estilitzats.

## Història
Durant el segle xvi la ciutat d'Olot viu uns moments de gran prosperitats econòmiques, molts immigrants de remença arriben a la vila i el creixement urbà es fa necessari. S'edifiquen el Carrer Major, part del carrer de Sant Rafael, el carrer dels Sastres, la Plaça Major i la majoria dels seus carrers adjacents.
Durant els segles XVIII-XIX i XX es fan reformes en els carrers esmentats penetrant l'estil neoclàssic, l'eclecticisme i per damunt de tot el Modernisme i el Noucentisme.